# Gallicano nel Lazio
Ne doit pas être confondu avec Gallicano.
Gallicano nel Lazio est une commune italienne située dans la ville métropolitaine de Rome Capitale, dans la région Latium, en Italie centrale.

## Géographie
Gallicano nel Lazio est situé à 25 kilomètres à l'Est de Rome au pied de la zone montagneuse des monts Prénestiens.

### Hameaux
Les différentes frazione de la commune sont Acquatraversa, Colle Caipoli, Colle Mainello, Colle del Fattore, Colle Santa Maria, Colle Selva, Passerano et Pescina.

### Communes limitrophes
Gallicano nel Lazio est attenant à Palestrina, Romagnano al Monte et Zagarolo.

## Histoire
La cité correspond à l'antique Pedum à l'époque romaine. La plus ancienne mention de la cité date de 984, sous le nom de Castrum Gallicani. Son territoire abrite alors un couvent bénédiction propriété de la basilique Saint-Paul-hors-les-Murs.
Au Moyen Âge, à partir du XIIIe siècle, la ville est sous le contrôle de la famille Colonna, dont un membre de la famille, le pape Martin V, y séjournera en 1424. En 1501, elle passe un temps sous le contrôle de la famille Borgia jusqu'à la mort du pape Alexandre VI qui marque son retour dans le giron Colonna. En 1622, c'est la famille Ludovisi qui la dirige, puis en 1633 les Rospigliosi Pallavicini qui la tiendront jusqu'en 1839. En 1872 la ville de Gallicano prend son nom actuel de Gallicano nel Lazio pour la distinguer de celle de Gallicano dans la province de Lucques.

## Administration
| Période                                  | Période | Identité | Étiquette | Qualité |
| ---------------------------------------- | ------- | -------- | --------- | ------- |
|                                          |         |          |           |         |
| Les données manquantes sont à compléter. |         |          |           |         |

### Jumelages
- Freigericht (Allemagne) depuis 2011[2]

## Démographie
Habitants recensés